# Lincoln City Football Club
Lincoln City Football Club es un club de fútbol de la ciudad de Lincoln, Lincolnshire, en Inglaterra. El club participa en la Football League One, el tercer nivel del fútbol inglés. 
El club juega en el Sincil Bank Stadium para capacidad de 10,312 espectadores, y son apodados The Imps (Los duendes) después de la leyenda del duende de Lincoln. También han sido conocidos como The Red Imps (Los duendes rojos). Tradicionalmente juegan con camisas rayadas roja y blanca, pantalones cortos negro y calcetines rojo y blanco. Su logro más reciente en un campeonato de la National League fue en la temporada 1987-88. En esa misma temporada, el club estableció asistencia récord para un partido de la National League, atrayendo a 9,432 espectadores en la victoria por 2:0 frente al Wycombe Wanderers, el 2 de mayo de 1988, en la última jornada del campeonato (este récord fue pasado por el Oxford United).
La posición más alta del club es el quinto puesto en la temporada 1901-02 de Segunda División. El Lincoln City no pasa la tercera división desde la temporada 1960-61, y tienen el récord de la mayor cantidad de descensos en la liga (cinco, en 1908, 1911, 1920, 1987 y 2011).
Después de llegar tres veces a estar entre los mejores 16 equipos de la FA Cup, el Lincoln City logró ganar y avanzar a los cuartos de final en el cuarto intento, cuando el 18 de febrero de 2017 se convirtió en el primer equipo que no es de la Football League en lograrlo, desde el Queens Park Rangers en 1914, ganando 1:0 al Burnley de la Premier League. Su mejor rendimiento en la Copa de la Liga llegó en la temporada 1967-68, cuando llegaron a la cuarta ronda antes de perder por 0:3 frente al Derby County.
El Lincoln City ha alcanzado el play-off de la tercera división/League Two en cinco temporadas consecutivas, de 2002-03 a 2006-07, perdiendo en la final dos veces (2002-03 y 2004-05) y las semifinales tres veces. Este fracaso perdiendo en los play-off también es un récord.

## Historia

### Primeros años
Habiendo sido formada como una asociación amateur en 1884 después de la disolución del Lincoln Rovers (anteriormente Lincoln Recreation), el fútbol en la ciudad de Lincoln había sido prominente desde la década de 1860 (aunque no estrictamente conectado con el club de hoy en día). El primer partido que el Lincoln City disputó como un equipo amateur en el John O'Gaunts Ground que el rico Robert Dawber proporcionó y alquiló al club, fue una victoria por 9:1 sobre el Sleaford, el 4 de octubre de 1884. George Hallam estableció dos récords para el club ese día: Marcó el primer gol del club y también el primer triplete. Su primer partido competitivo en casa también terminó de manera enfática, venciendo por 11:0 al Boston Excelsior, con Edwin Teesdale anotando 4 goles. Fue en este momento, antes de que el club gane la entrada a la Football League y el estatus profesional, que la County Cup era su mayor prioridad. Lo ganaron por primera vez en la temporada 1886-87 con una victoria por 2:0 sobre el Grimsby Town, después de que el partido de ida terminara 2:2.
El Lincoln City pronto ayudó a formar lo que era en ese entonces la Segunda División en la temporada 1892-93, como un creciente número de clubes que deseaban unirse a la Football League. Su primer juego en la Football League fue una derrota 4:2 frente al Sheffield United. Su primer juego en casa también fue contra el Sheffield United, esta vez, sin embargo, el Lincoln City ganó 1:0. El primer juego en el Sincil Bank Stadium, después de moverse del John O'Gaunts Ground debido a la muerte de Dawber, fue 0:0 en un amistoso con los rivales locales, el Gainsborough Trinity. El primer partido de la competición en el nuevo estadio fue contra el Arsenal, terminando 1:1.
En enero de 1907, Los Duendes eliminaron al Chelsea de la FA Cup después de un replay. Dirigido por David Calderhead, dos goles finales salvaron un empate en la ida. En el replay en Londres, un gol en tiempo extra con gol del lesionado Norrie Fairgray hizo pasar al Lincoln City.
Hasta los años 20 el Lincoln City pasó la mayor parte de su tiempo balanceándose entre la Segunda División y las ligas más localizadas, la Midland y Central League. Después de entonces, sin embargo, en la temporada 1921-22, el Lincoln City, junto con varios otros clubes de la Central y Midland League, fundaron la Tercera División (del norte). La liga recién fundada y la Segunda División se turnaban para ser la casa del Lincoln City hasta principios de la década de 1960, donde fundarían la Cuarta División en la temporada 1962-63.
Formado como una asociación amateur en 1884, el Lincoln City se convirtió en profesional en la temporada 1891-92. Originalmente jugaban en el John O'Gaunts Ground. Sin embargo, en 1895 se trasladaron a su actual terreno, el Sincil Bank Ground. Su palmarés incluye 3 campeonatos de la División 3 (Norte) en las temporadas 1931-32, 1947-48 y 1951-52, un campeonato de la División 4 (ahora League Two) en la temporada 1975-76 (cuando fueron manejados por el futuro entrenador de la selección inglesa, Graham Taylor).
Fue en la temporada 1975-76 donde el club rompió el récord de la mayoría de los puntos por una temporada entera cuando eran 2 puntos en lugar de 3 en caso de ganar un partido, sacando 74 puntos en total (esto fue y sigue siendo el récord de puntos logrados bajo el sistema de 2 puntos); el récord de ganar la mayoría de los juegos (32) y de perder el menos (4), también fue fijado. El Lincoln City también se convirtió en el primer club en casi una década para anotar más de 100 goles en una liga (111 en total). También ganaron 21 de 23 partidos en casa en esta temporada (los otros 2 fueron sorteados) y también ganaron 11 partidos fuera de casa. Fue la temporada en la que, según Graham Taylor, los equipos se petrificaron luego de venir al Sincil Bank Stadium.

### 1980 y 1990
En 1982 y nuevamente en 1983, el Lincoln City perdió por poco la promoción a la Segunda División. En 1985, el Lincoln City fue el rival del Bradford City, cuando el Valley Parade (estadio del Bradford City) se incendió, dejando la vida de 56 espectadores. Dos de ellos, Bill Stacey y Jim West, aficionados del Lincoln City.
El Lincoln City fue relegado en el último partido de la temporada siguiente, y el año después de que se convirtieron en el primer equipo en sufrir el descenso automático de la Football League. Este fue un dramático descenso para un club que había llegado casi a Segunda División cuatro años antes y que se ha relacionado con el trauma que surgió con el desastre en el Valley Parade. Esto marcó la cuarta ocasión en la que el Lincoln City fue degradado de la Football League, un récord que todavía se mantiene. Recuperaron su lugar en la Football League automáticamente a través de la promoción como campeones de la liga (de antemano se hizo por reelección) en el primer intento con un juego de pelota largo ideado por el excéntrico director Colin Murphy y se aferró a ella hasta el final de la temporada 2010-11. El 8 de septiembre de 1990, el Lincoln City fue la oposición cuando David Longhurst sufrió un ataque cardíaco fatal durante la primera mitad de un partido contra el York City en Bootham Crescent. El juego fue abandonado en el medio tiempo.

### Problemas financieros y play-off
Con el Lincoln City entrando a la administración al final de la temporada 2001-02, Alan Buckley fue relevado de sus deberes como mánager por problemas financieros con Keith Alexander colocado a cargo de todas las materias del fútbol. El 3 de mayo de 2002, el Lincoln City solicitó con éxito entrar en la administración pero la crisis financiera dejaría a la primera escuadra de equipo sin cinco jugadores mayores (Jason Barnett, Grant Brown, David Cameron, Steve Holmes y Justin Walker) siendo liberados al final de sus contratos, con un sexto, Lee Thorpe, saliendo para el Leyton Orient. Un día agitado terminó con la confirmación de la cita oficial de Alexander como director del equipo.
En la temporada 2002-03, a Alexander se le dio la tarea de mantener al equipo en la Football League, demostró a los muchos expertos y aficionados que creían que el Lincoln City sería relegado y enviado de negocios debido a las irregularidades financieras. Con un equipo compuesto de jugadores ex-non-league baratos y los miembros peor pagados de la escuadra de la temporada anterior logró llevarlos a la final de la eliminatoria que perdieron 5-2 frente al Bournemouth. El equipo fue recompensado con una recepción civil en Lincoln, y un paseo en autobús por esa ciudad, un evento normalmente preservado para los ganadores de tales competiciones, pero fue otorgado al equipo por el logro masivo.
En la temporada 2003-04, Alexander volvió a confundir a los críticos entrenando a Los Duendes a otra posición de play-off, esta vez perdiendo ante los eventuales ganadores, el Huddersfield Town, en semifinales. Alexander, uno de los pocos mánager negros de la Football League, tuvo una lesión cerebral muy grave (un aneurisma cerebral) a mitad de la temporada, pero se recuperó completamente. En la temporada 2004-05 volvieron a clasificarse para los play-off, por tercer año consecutivo, y en las semifinales venció al Macclesfield Town por 2:1 en total, pero perdió frente al Southend United por 2:0 en el tiempo extra.

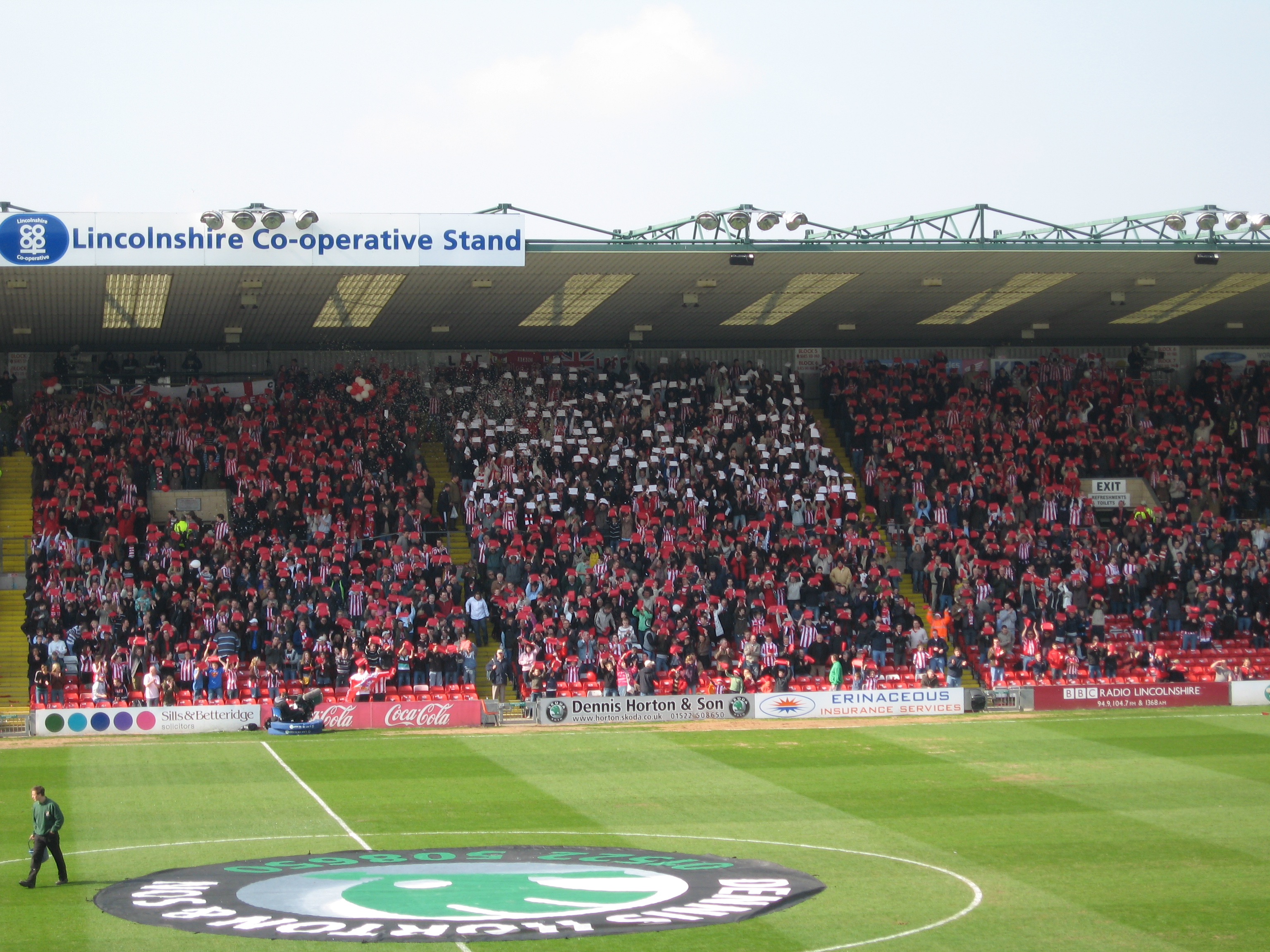
Los fanáticos del Lincoln City hacen una exhibición de cartas antes de un partido frente al Swindon Town

En la temporada 2005-06 el Lincoln City perdió estrechamente frente al Fulham de la Premier League en la segunda ronda de la Copa de la Liga 2005-06, teniendo el partido a tiempo extra antes de que el equipo de Londres ganó 5:4 en el minuto final. En la liga, el Lincoln City volvió a los play-off después de que muchos aficionados críticos creyeran que terminarían en la mitad de tabla después de perder muchos de sus primeros asiduos del equipo de las tres campañas anteriores. En enero, Alexander y el ex asistente, Gary Simpson, fueron puestos en licencia por la junta directiva. Alexander pronto fue reinstalado, sin embargo, Simpson no regresó. Poco después, sobre un desacuerdo con otros miembros del consejo sobre la forma en que el club estaba siendo dirigido y cierto personal, dos miembros prominentes del consejo, Ray Trew y Keith Roe salieron del club. El Lincoln City dejó esta saga a un lado, y terminó 7º en la League Two después de perder solo 3 partidos desde el nuevo año. El Lincoln City se enfrentaría al Grimsby Town en los play-off, un equipo que había vencido 5:0 en el Sincil Bank Stadium a principios de la temporada. Sin embargo, una vez más no iba a poder ser, ya que el Lincoln City perdió 3:1 para convertirse en el primer equipo en perder cuatro partidos consecutivos de play-off.
Tras la especulación de que dejaría el puesto para ir al Peterborough United, Keith Alexander abandonó su posición como mánager del Lincoln City por consentimiento mutuo el 24 de mayo de 2006, indicando que no podría tomar el club más adelante y poco después, el 15 de junio, John Schofield fue nombrado su sucesor, con John Deehan como director de fútbol. Cuando John Deehan fue el director de fútbol, el club disfrutó de un estrecho vínculo con el equipo de la Premier League, el Aston Villa. Al club llegaron Paul Green, Bobby Olejnik y Ryan Amoo debido a la amistad con el equipo de primera división. El Lincoln City alcanzó los play-off de la League Two después de terminar 5º en la liga (la posición que se han clasificado para los play-off). Una vez más, sin embargo, perdieron, esta vez frente al Bristol Rovers en las semifinales, cortesía de las derrotas 2:1 y 3:5. El fracaso para tener éxito en cinco competiciones consecutivas de play-off es un récord para cualquier club.

#### Descenso de la Football League
El equipo comenzó la temporada 2007-08 mal, manejando apenas dos triunfos antes de una racha sin ganar que duró del 25 de agosto hasta el 24 de noviembre. Durante esta racha sin victorias, el equipo directivo de John Schofield y John Deehan fue despedido y reemplazado por el exmánager del Huddersfield Town, Peter Jackson. Jackson rápidamente ganó el apodo de Lord of the Imps (Señor de los Duendes) debido a su nombre compartido por Peter Jackson, el director que hizo El Señor de los Anillos. Jackson se separó del club el 2 de septiembre de 2009 debido a la mala forma en casa en la temporada anterior y un mal comienzo de la temporada 2008-09.
El 28 de septiembre de 2009, el asiento caliente del Lincoln City fue entregado al exdelantero del Chelsea, Blackburn Rovers, Celtic e Inglaterra, Chris Sutton. Su asistente fue Ian Pearce, otro exjugador de la Premier League. El club había sido dirigido por el entrenador Simon Clark tras la salida de Peter Jackson y su asistente Iffy Onuora. Se anunció que Sutton llevaría las riendas de Clark el 30 de septiembre. Sutton llevó al Lincoln City a la tercera ronda de la FA Cup, después de vencer al Northwich Victoria en un juego de segunda ronda televisado por ITV1. El Lincoln City empató frente al Bolton Wanderers de la Premier League en tercera ronda. El empaté se jugó el 2 de enero de 2010 en el Reebok Stadium, con el Lincoln City perdiendo 4:0 y estrellarse respetuosamente a la Premier League. La forma de la liga mejoró en enero, con el equipo que lucía de nuevos préstamos y firmas permanentes. Davide Somma se convirtió en un héroe instantáneo, anotando 9 goles en 14 juegos en préstamo y terminando siendo el mejor del Lincoln City para la temporada.
Sutton renunció en septiembre de 2010, citando razones personales. Sin embargo, más tarde reveló que se debió a los desacuerdos sobre el gasto con la junta del club. El 15 de octubre, Los Duendes contrataron a Steve Tilson como director del club. Bajo nueva dirección, las cosas buscaban a Los Duendes y para Navidad, el equipo de Tilson estaba 11º. La buena carrera terminó abruptamente, y el Lincoln City empezó a deslizarse por la mesa. Después de una serie de nueve derrotas y un empate en los últimos diez juegos, el Lincoln City fue relegado de la League Two en el último día de la temporada 2010-11. Necesitaban una victoria en su último partido contra el Aldershot Town para sobrevivir, pero perdió 3:0. Con los rivales de descenso, Barnet ganando su juego final, el Lincoln City terminó 23 y fueron relegados. Casi 8,000 simpatizantes vieron el partido.

#### National League
El Lincoln City ha jugado en la National League desde la temporada 2011-12. Después del descenso, Tilson liberó a todos menos a tres miembros de la escuadra, diciéndoles que no tenían ningún futuro en el Sincil Bank Stadium. A principios de octubre, el Lincoln City estaba a un punto por encima de la zona de descenso y la dirección estaba subiendo fuego después de una carrera de un triunfo en cuatro; Tilson fue despedido como entrenador el 10 de octubre de 2011 luego de una derrota por 4:0 frente al Tamworth. Después de la despedida del dúo, Grant Brown fue puesto temporalmente.
Brown se mantuvo en el cargo durante cuatro partidos, ganando el primero pero ninguno de los tres siguientes, antes de que el exmánager del Mansfield Town, David Holdsworth, fuera confirmado como mánager. Holdsworth manejó a Los Duendes a la seguridad pero solo consiguió 8 puntos; Además, el Lincoln City perdió frente al Carshalton Athletic de la séptima división en la FA Trophy y sufrió una salida temprana de la FA Cup que no le ocurría desde la temporada 1924-25.
El Lincoln City estaba a un partido de enfrentarse al Liverpool en la tercera ronda de la FA Cup en la siguiente temporada, pero fue negado por una derrota en la segunda ronda ante el Mansfield Town. El 17 de febrero de 2013, David Holdsworth abandonó el club por consentimiento mutuo después de doce partidos sin ganar. El 27 de febrero de 2013, Gary Simpson, ex asistente de Keith Alexander durante su tiempo en el club, fue nombrado mánager hasta el final de la temporada. La seguridad fue asegurada en el último día con una victoria 5:1 sobre el Hyde.
Después de un buen comienzo en la temporada 2013-14, el Lincoln City fue en una carrera de solo dos victorias en diecisiete juegos que vieron a Los Duendes enredados en problemas de descenso, una vez más. Desde el inicio de febrero hasta el final de la temporada, el Lincoln City solo perdió 3 partidos, y terminó 14º en la liga, su mejor lugar desde el descenso. Gary Simpson fue puesto en licencia el 3 de noviembre de 2014. El encargado auxiliar, Chris Moyses, fue colocado en el cargo temporalmente y después designado permanentemente el 8 de diciembre de 2014. El Lincoln City terminó 15º esa temporada. La 2015-16 demostraría ser en gran parte una temporada de estabilidad, acabando en 13.° lugar. Justo antes de que terminara la temporada, Moyses anunció que abandonaría el club para concentrarse en sus intereses comerciales fuera del fútbol, y posteriormente fue reemplazado por el mánager del Braintree Town, Danny Cowley.

### FA Cup 2016-17 y Ascenso a la Football League
En la FA Cup 2016-17, el Lincoln City derrotó al Ipswich Town, en un replay, después de superar al Guiseley, Altrincham y Oldham Athletic, antes de derrotar al líder del Championship, el Brighton & Hove Albion en el Sincil Bank Stadium por la quinta ronda de la FA Cup. El 18 de febrero de 2017,por los octavos de final,el Lincoln City ganó  1:0 al Burnley, siendo el primer equipo que no es perteneciente a la Football League que avanza a cuartos de final. En cuartos de final perdió 5:0 frente al Arsenal.
En la National League 2016-17, el Lincoln City consiguió el ascenso a la Football League como campeones de la división.

#### English Football League Two
En su regreso a la League Two, el club realizó una buena campaña, finalizando en 6.ª posición y jugando los playoff de ascenso a League One. Sin embargo, cayeron en semifinales ante el Exeter City con un global de 3 a 1.

### Ascenso a la Football League One
En la temporada 2018-19, el club realizó una excelente campaña, manteniéndose gran parte del torneo en el 1° lugar. Finalmente el Lincoln City ganó la League Two, el 22 de abril de 2019, después de un empate 0-0 contra Tranmere Rovers, y ascendió a la League One. Esto representó la primera temporada del Lincoln City en el tercer nivel desde la campaña 1998-99.

#### English Football League One
Lincoln City comenzó su primera temporada en el tercer nivel en más de veinte años con relativo éxito, ganando sus primeros tres juegos contra Accrington Stanley, Rotherham y Southend.  El 9 de septiembre de 2019, el entonces gerente del equipo, Danny Cowley, anunció su partida para unirse al Huddersfield Town, después de haber guiado al club a dos promociones en sus tres temporadas anteriores junto con su hermano y asistente del gerente Nicky. El 20 de septiembre de 2019, Lincoln City nombró a Michael Appleton como entrenador del primer equipo.
Debido a la finalización de la temporada por la pandemia de COVID-19, el club terminó en 16ª posición.
En su segunda temporada consecutiva en League One, el club fue la revelación de la temporada, entrando en la pelea por el ascenso a la EFL Championship. Finalmente el equipo terminó en 5° lugar, clasificando a los play-offs de ascenso. En las semifinales se enfrentó al Sunderland, venciendo 2-0 en el partido de ida y perdiendo 2-1 en el partido de vuelta, clasificando a la final con un global de 3-2, en la que enfrentaría al Blackpool. Sin embargo, a pesar de empezar ganando, el Blackpool consiguió remontarles 2 a 1, perdiendo el ascenso.

## Estadio

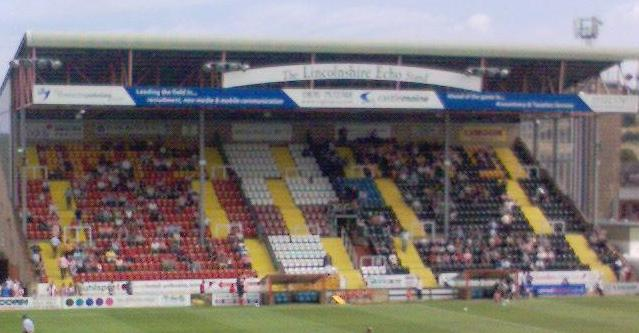
La grada de Lincolnshire Echo en el Sincil Bank Stadium

El club ha jugado en el Sincil Bank Stadium desde 1895. Anteriormente, el Lincoln City había jugado en el terreno cercano John O'Gaunts Ground desde el inicio del club en 1884. Sincil Bank Stadium tiene una capacidad total de 10,312 y es conocido coloquialmente por los aficionados como The Bank (El banco). El expresidente del Lincoln City, John Reames, volvió a comprar el terreno del consejo local en 2000 a un costo de £175,000. El club la había vendido en 1982 por £225,000 para defenderse de la amenaza del desalojo, arreglando un contrato de arrendamiento de 125 años.
El Sincil Bank Stadium recibió la victoria de la selección inglesa 2:0 sobre la selección escocesa el 28 de noviembre de 2008. Martin Peters exhibió el trofeo de la Copa Mundial de la FIFA en el terreno en marzo de 2010 como parte de su gira mundial.

## Rivales

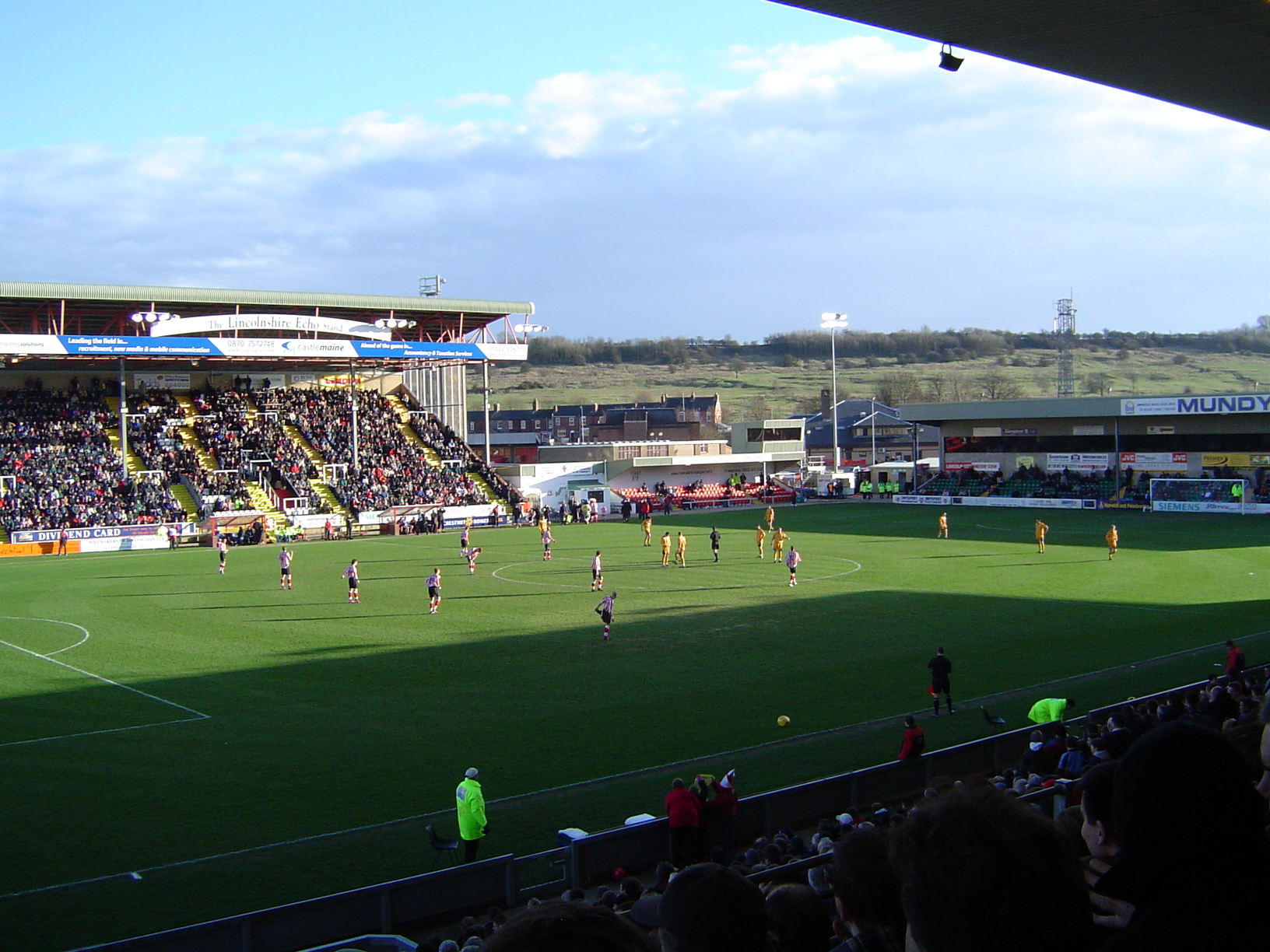
Lincoln vs Boston
Estadio Sincil Bank, Lincoln. Imagen tomada antes del saque inicial del derbi local entre el Lincoln City F.C y el Boston United F.C.

El Lincoln City es uno de los tres equipos de fútbol profesional jugando dentro de Lincolnshire. Los clubes de fútbol de la región geográfica de Lincoln incluyen al Scunthorpe United y Grimsby Town.
Otras rivalidades locales incluyen al Gainsborough Trinity, Boston United (ambos ex clubes que como Lincoln City y, hasta su promoción en 2016, el Grimsby Town, han salido de la Football League).
El Peterborough United, Mansfield Town y el York City son todos los clubes que han tenido algún tipo de rivalidad en el pasado. Los otros dos clubes de la ciudad, Lincoln United y Lincoln Moorlands Railway están más abajo en la pirámide futbolística y no son considerados rivales.

## Señas de identidad

### Escudo
El primer logo del club fue de diseño muy simple, con las letras 'L.C.F.C.' inscrita en el escudo heráldico de la ciudad histórica, y una cinta que muestra el número del club directamente debajo de él. En 2001 se cambió a un diseño similar con la mascota Duende y el apodo del club, y luego en 2014 a un diseño más simple, representando solo una versión en rojo y blanco del Duende y una pancarta con el nombre del club debajo. Este segundo cambio fue hecho para marcar el 130 aniversario del club.

### Colores
Tradicionalmente, y actualmente, los colores y el diseño de la tira de la ciudad de Lincoln han sido una camisa a rayas roja y blanca junto con pantalones cortos negros y calcetines rojos. Esto varió a finales de los años 1960 y principios de los 70, el club optó por el campo de una tira predominantemente roja con pantalones cortos blancos, y también en la temporada 2000-01, donde la camisa fue descuartizada en rojo y blanco con pantalones cortos blancos. Su kit de visita nunca ha conservado ningún patrón o diseño, y ha variado enormemente a lo largo de las temporadas, pero actualmente es de color verde.
Desde el año 2015 los kits del club han sido fabricados por Erreà. Los fabricantes anteriores incluyeron a Umbro (1973-1978, 2007-2011), Adidas (1978-1983), Lowfields (1983-1985), Osca (1985-1987), Spall (1987-1990), Matchwinner (1990-1994), Admiral (1994-1997), Super League (1997-1999), Avec Sportswear (1999-2001), Imps Sport (2001-2004), Lincoln City Collection (2004-2006), Uhlsport (2006-2007) y Nike (2011-2015). Su actual patrocinador es Obispa Grosseteste University. Los patrocinadores anteriores han incluido a J. Arthur Bowers (1982), F&T Tyres (1983-1989), Wheel Horse (1989-1990), Pickfords (1990-1991), Findalls (1991-1992), Lincolnshire Echo (1992-1998), Alstom (1998-2003), Siemens (2003-2004), The Community Solutions Group (2004-2006), Starglaze (2006-2010), GoCar (2010-2011) y TSM (2011-2013).

## Jugadores

### Historial de entrenadores
| Alf Martin             | Bandera de Inglaterra  | 1896                            | 1897                     | -   | -   | -   | -   | -      |
| James West             | Bandera de Inglaterra  | 1897                            | 1900                     | -   | -   | -   | -   | -      |
| David Calderhead       | Bandera de Escocia     | 1 de agosto de 1900             | 1 de agosto de 1907      | 256 | 89  | 53  | 114 | 34.77% |
| John Henry Strawson    | Bandera de Inglaterra  | 1 de agosto de 1907             | 31 de mayo de 1914       | 195 | 52  | 40  | 103 | 26.67% |
| George Fraser          | Bandera de Inglaterra  | 1 de agosto de 1919             | 31 de mayo de 1921       | 46  | 10  | 10  | 26  | 21.74% |
| David Calderhead, Jnr. | Bandera de Inglaterra  | 1 de abril de 1921              | 31 de mayo de 1924       | 118 | 37  | 28  | 53  | 31.36% |
| Horace Henshall        | Bandera de Inglaterra  | 1 de agosto de 1924 August 1924 | 1 de mayo de 1927        | 132 | 51  | 28  | 53  | 38.64% |
| Harry Parkes           | Bandera de Inglaterra  | 1 de mayo de 1927               | 1 de mayo de 1936        | 395 | 187 | 78  | 130 | 47.34% |
| Joe McClelland         | Bandera de Inglaterra  | 1 de mayo de 1936               | 1 de enero de 1946       | 140 | 61  | 27  | 52  | 43.57% |
| Bill Anderson          | Bandera de Inglaterra  | 1 de enero de 1946              | 1 de enero de 1965       | 855 | 307 | 189 | 359 | 35.91% |
| Con Moulson            | Bandera de Irlanda     | 1 de enero de 1965              | 1 de marzo de 1965       | 8   | 0   | 0   | 8   | 00.00% |
| Roy Chapman            | Bandera de Inglaterra  | 1 de marzo de 1965              | 31 de mayo de 1966       | 65  | 15  | 13  | 37  | 23.08% |
| Ron Gray               | Bandera de Inglaterra  | 1 de agosto de 1966             | 1 de julio de 1970       | 184 | 60  | 55  | 69  | 32.61% |
| Bert Loxley            | Bandera de Inglaterra  | 1 de julio de 1970              | 1 de marzo de 1971       | 32  | 12  | 4   | 16  | 37.50% |
| David Herd             | Bandera de Inglaterra  | 1 de marzo de 1971              | 6 de diciembre de 1972   | 82  | 30  | 30  | 22  | 36.59% |
| Graham Taylor          | Bandera de Inglaterra  | 6 de diciembre de 1972          | 20 de junio de 1977      | 211 | 97  | 61  | 53  | 45.97% |
| George Kerr            | Bandera de Escocia     | 20 de junio de 1977             | 1 de diciembre de 1977   | 18  | 5   | 4   | 9   | 27.78% |
| Willie Bell            | Bandera de Inglaterra  | 21 de diciembre de 1977         | 23 de octubre de 1978    | 40  | 11  | 13  | 16  | 27.50% |
| Colin Murphy           | Bandera de Inglaterra  | 6 de noviembre de 1978          | 1 de mayo de 1985        | 309 | 121 | 88  | 100 | 39.16% |
| John Pickering         | Bandera de Inglaterra  | 1 de julio de 1985              | 20 de diciembre de 1985  | 24  | 4   | 6   | 14  | 16.67% |
| George Kerr            | Bandera de Escocia     | 20 de diciembre de 1985         | 7 de marzo de 1987       | 61  | 17  | 17  | 27  | 27.87% |
| Peter Daniel           | Bandera de Inglaterra  | 7 de marzo de 1987              | 1 de mayo de 1987        | 12  | 2   | 5   | 5   | 16.67% |
| Colin Murphy           | Bandera de Inglaterra  | 26 de mayo de 1987              | 20 de mayo de 1990       | 103 | 39  | 26  | 38  | 37.86% |
| Allan Clarke           | Bandera de Inglaterra  | 3 de junio de 1990              | 30 de noviembre de 1990  | 18  | 3   | 6   | 9   | 16.67% |
| Steve Thompson         | Bandera de Inglaterra  | 1 de noviembre de 1990          | 31 de mayo de 1993       | 128 | 48  | 36  | 44  | 37.50% |
| Keith Alexander        | Bandera de Santa Lucía | 1 de agosto de 1993             | 16 de mayo de 1994       | 48  | 13  | 13  | 22  | 27.08% |
| Sam Ellis              | Bandera de Inglaterra  | 1 de agosto de 1994             | 4 de septiembre de 1995  | 56  | 21  | 12  | 23  | 37.50% |
| Steve Wicks            | Bandera de Inglaterra  | 4 de septiembre de 1995         | 16 de octubre de 1995    | 7   | 0   | 2   | 5   | 00.00% |
| John Beck              | Bandera de Inglaterra  | 16 de octubre de 1995           | 6 de marzo de 1998       | 130 | 48  | 42  | 40  | 36.92% |
| Shane Westley          | Bandera de Inglaterra  | 7 de marzo de 1998              | 11 de noviembre de 1998  | 30  | 9   | 5   | 16  | 30.00% |
| John Reames            | Bandera de Inglaterra  | 11 de noviembre de 1998         | 1 de junio de 2000       | 87  | 30  | 21  | 36  | 34.48% |
| Phil Stant             | Bandera de Inglaterra  | 1 de junio de 2000              | 27 de febrero de 2001    | 38  | 12  | 10  | 16  | 31.58% |
| Alan Buckley           | Bandera de Inglaterra  | 28 de febrero de 2001           | 25 de abril de 2002      | 69  | 16  | 24  | 29  | 23.19% |
| Keith Alexander        | Bandera de Santa Lucía | 5 de mayo de 2002               | 24 de mayo de 2006       | 213 | 81  | 69  | 63  | 38.03% |
| John Schofield         | Bandera de Inglaterra  | 15 de junio de 2006             | 15 de octubre de 2007    | 51  | 21  | 12  | 18  | 41.18% |
| Peter Jackson          | Bandera de Inglaterra  | 30 de octubre de 2007           | 2 de septiembre de 2009  | 92  | 32  | 21  | 39  | 34.78% |
| Chris Sutton           | Bandera de Inglaterra  | 28 de septiembre de 2009        | 28 de septiembre de 2010 | 51  | 14  | 14  | 23  | 28.00% |
| Steve Tilson           | Bandera de Inglaterra  | 15 de octubre de 2010           | 10 de octubre de 2011    | 37  | 11  | 7   | 19  | 29.73% |
| David Holdsworth       | Bandera de Inglaterra  | 31 de octubre de 2011           | 17 de febrero de 2013    | 71  | 21  | 19  | 31  | 29.57% |
| Gary Simpson           | Bandera de Inglaterra  | 27 de febrero de 2013           | 3 de noviembre de 2014   | 58  | 23  | 15  | 20  | 39.65% |
| Chris Moyses           | Bandera de Inglaterra  | 3 de noviembre de 2014          | 12 de mayo de 2016       | 64  | 22  | 15  | 27  | 34.38% |
| Danny Cowley           | Bandera de Inglaterra  | 12 de mayo de 2016              | Presente                 | 47  | 32  | 9   | 6   | 74.46% |

## Palmarés

### Ligas
- Midland League/Central League (4):1889-90, 1908-09, 1911-12, 1920-21
- Football League One (3):1931-32, 1947-48, 1951-52
- Football League Two (2):1975-76, 2018-19
- Football Conference (2):1987-88, 2016-17

### Copas
- Lincolnshire Senior Cup (38): 1886-87, 1890–91, 1891–92, 1893–94, 1907–08, 1909–10, 1911–12, 1913–14, 1914–15, 1919–20, 1921–22, 1923–24, 1925–26, 1926–27, 1930–31, 1931–32, 1933–34, 1934–35, 1945–46, 1947–48, 1948–49, 1950–51, 1955–56 (Compartido), 1961–62, 1963–64 (Compartido), 1965–66 (Compartido), 1966–67, 1968–69, 1969–70, 1974–75, 1980–81, 1981–82, 1984–85, 1990–91, 1997–98, 2004–05, 2006–07, 2009–10, 2013–14,
- Conference Championship Shield (1): 1987-88
- Pontin's Reserve League Cup (1): 2006-07
- Fred Green Memorial Trophy (1): 2006-07
- John Reames Memorial Trophy (1): 2013-14

## Récords del club
- Registro de asistencia en liga: 5 de marzo de 1949 vs Grimsby Town - 23,146
- Registro de asistencia en copa: 15 de noviembre de 1967 vs Derby County - 23,196
- Fichaje más caro:  Dean Walling del Carlisle United - £75,000 en 1997,  Tony Battersby del Bury - £75,000 en 1998
- Venta más cara:  Jack Hobbs al Liverpool - £750,000 en 2005
- Mayor goleada en liga: 11:1 vs Crewe Alexandra, 29 de septiembre de 1951
- Mayor goleada en copa: 13:0 vs Peterborough United, 12 de octubre de 1895

### Récords de jugadores
- Más partidos jugados: Grant Brown - 469
- Máximo goleador: Andy Graver - 143
- Máximo goleador en una temporada: Allan Hall - 45
- Jugador más joven en disputar un partido:  Shane Nicholson - 16 años y 112 días vs Charlton Athletic, 23 de septiembre de 1986
- Jugador más viejo en disputar un partido:  Albert Iremonger - 42 años y 312 días vs Doncaster Rovers, 23 de abril de 1927